# 秋元正博
秋元 正博（あきもと まさひろ、1956年〈昭和31年〉9月3日 - ）は、日本のスキージャンプ解説者、元会社役員、元スキージャンプ競技選手。北海道札幌市出身。北海道岩見沢緑陵高等学校、明治大学政治経済学部卒。現役時代は地崎工業（現岩田地崎建設）に所属。2007年時点では、旭川市内の企業・ノースプランの専務取締役を務めていた。

## スキージャンプ
1970年代後半より1980年代中盤にかけて、八木弘和とともに日本スキージャンプチームの中心選手として活躍した。また、スキージャンプ・ワールドカップでは国内開催以外での日本勢初勝利も含め4勝しているが、うち2勝はマッチ・ニッカネンなど海外のトップ選手も出場した中でのものであるため当時としては非常に価値が高い物となっている。
1980年2月のレークプラシッドオリンピック70m級では、同点2位の八木弘和とマンフレート・デッケルトにわずか0.7点差の4位入賞だった。あと50cm長く飛んでいれば、八木らと同じ銀メダル相当の出来となり、表彰台に日本選手が2人上がることができた。また90m級では公開練習、トライアルではともに3位以内をキープし、日本選手で初の90m級でのメダル獲得が期待されたが、本番では失敗して10位に終わった。
しかしその後、3月にストラブスケプレソ(チェコスロバキア)でのＷ杯90m級で優勝。日本人選手では初めての、日本国外での快挙だった。
次の1984年2月のサラエボオリンピックでも、八木と共に日本選手で最もメダルに近いと言われていた。しかし、1982年に、北海道瀬棚町で自動車を運転中に通行人の老人男性をはねて死亡させる事故を起こし、逮捕されてしまう。その影響で約1年間試合出場停止処分と下され、サラエボ五輪シーズンは国内試合のみに限って出場が許されたが、結局文部省の圧力などもあってサラエボ五輪は自ら出場辞退を宣言、その後は長らく工事現場での仕事に専念し、スキージャンプから遠ざかっていた。こうした事態による秋元の不出場については、オリンピック直前の札幌で行われたW杯で長岡勝などの五輪組のジャンプが決まらず成績が振るわなかったこともあり、当時の全日本スキー連盟ジャンプ部長・中村圭彦などの首脳陣だけでなく、オーストリア代表のコーチにも惜しまれた。
そして、事故被害者の遺族から許しを得て現場復帰を勧められたことや、ファンや関係者らより復帰を願う署名が多数集まったことなどから復帰を決意、そのリベンジを賭けて1985年2月10日の大倉山でのワールドカップ札幌大会に出場する。同大会1本目は7位だったが、雪が勢いを増した2本目では、イェンス・バイスフロクやマッチ・ニッカネンといった1本目上位の世界の強豪が次々と失速する中で、秋元がただ一人、ワックスマンを手がけた伊藤龍治の努力もあって1キロ以内の減速に止めることに成功し、優勝を果たした。
だが1986年3月8日、オーストリアのバートミッテルンドルフで行われたスキーフライング世界選手権第1日の2本目、空中で大きくバランスを崩して大転倒、右足首を複雑骨折する重傷に見舞われた。競技継続が絶望視されたが、執念のリハビリで翌年復活、復帰戦となった第58回宮様スキー大会国際競技会で3位に入り、伊藤杯 宮の森ナイタージャンプ大会では優勝した。なお、この事故の原因は横からの突風に加え秋元のフライングヒルには適さない癖のあるジャンプフォームにもあった。その後日本ではしばらくの間「ジャンプは危険なスポーツ」との偏見がつきまとうようになってしまった。
その後も好成績を残したが1988年カルガリーオリンピックメンバーから漏れ落選。翌1988年-1989年シーズンをもって原田雅彦、葛西紀明らと入れ替わるように現役を退いた。なお、『消えた天才』におけるインタビューでは、引退する前後にスキーを練習している少年時代の葛西を目撃しており、早くからその可能性を感じ取っていたことも明らかにされている。
地崎工業勤務の傍ら、時折メディアに露出してスキージャンプ試合の選評インタビューに応じていた。

## 主な成績
- 1980年レークプラシッドオリンピック
  - 70m級 - 4位
  - 90m級 - 10位
- FISワールドカップ - 4勝（2位0回、3位4回）

| 個人優勝大会 (NH:ノーマルヒル、LH:ラージヒル、FH:フライングヒル) | 個人優勝大会 (NH:ノーマルヒル、LH:ラージヒル、FH:フライングヒル) | 個人優勝大会 (NH:ノーマルヒル、LH:ラージヒル、FH:フライングヒル) | 個人優勝大会 (NH:ノーマルヒル、LH:ラージヒル、FH:フライングヒル) | 個人優勝大会 (NH:ノーマルヒル、LH:ラージヒル、FH:フライングヒル) | 個人優勝大会 (NH:ノーマルヒル、LH:ラージヒル、FH:フライングヒル) |
| 回数                                                             | シーズン                                                         | 月日                                                             | 開催地                                                           | 種目                                                             | 備考                                                             |
| ---------------------------------------------------------------- | ---------------------------------------------------------------- | ---------------------------------------------------------------- | ---------------------------------------------------------------- | ---------------------------------------------------------------- | ---------------------------------------------------------------- |
| 1                                                                | 1979/80                                                          | 1月13日                                                          | 札幌 (大倉山)                                                    | LH                                                               |                                                                  |
| 2                                                                | 1979/80                                                          | 3月24日                                                          | シュトルプスケー・プレソ                                         | LH                                                               | 日本人の国外でのW杯初優勝                                        |
| 3                                                                | 1983/84                                                          | 1月21日                                                          | 札幌 (宮の森)                                                    | NH                                                               |                                                                  |
| 4                                                                | 1984/85                                                          | 2月10日                                                          | 札幌 (大倉山)                                                    | LH                                                               |                                                                  |

## 政治活動
2005年、鈴木宗男に請われて新党大地の副代表となり、第44回衆議院議員総選挙に北海道1区から出馬。2005年衆院選時では新党大地唯一の選挙区候補であった。横路孝弘らを相手に選挙戦を戦ったが落選、供託金300万円没収。新党大地は政党要件を満たさないので比例区との重複立候補は不可能であった。